# John Amdisen
John Amdisen (8 luglio 1934 – 14 gennaio 1997) è stato un calciatore danese, di ruolo difensore.

## Palmarès

### Club

#### Competizioni nazionali
- Campionato danese: 2

Aarhus: 1956-1957, 1960
- Coppa di Danimarca: 3

Aarhus: 1956-1957, 1959-1960, 1960-1961